# Oxyrhabdium
Oxyrhabdium – rodzaj węży z rodziny Cyclocoridae.

## Zasięg występowania
Rodzaj obejmuje gatunki występujące endemicznie na Filipinach.  

## Systematyka

### Etymologia
- Stenognathus: gr. στηνος stēnos „wąski, chudy”; γναθος gnathos „żuchwa”[3].
- Oxyrhabdium: gr. οξυς oxus „ostry, spiczasty”[6]; ῥαβδιον rhabdion „gałązka, mały pęd”, zdrobnienie od ῥαβδος rhabdos „laska, różdżka, pęd”[7]. Nazwa zastępcza dla Stenognathus A.M.C. Duméril & Bibron, 1854 (nazwa zajęta przez Stenognathus Chaudoir, 1843 (Coleoptera)).

### Podział systematyczny
Do rodzaju należą następujące gatunki:
- Oxyrhabdium leporinum (Günther, 1858)
- Oxyrhabdium modestum (Duméril, 1853)